# Leônidas (médico)
Leônidas, (em grego:  Λεωνίδας), foi um médico da Grécia que era nativo de Alexandria, e pertencia à escola filosófica da episintética. Uma vez que ele é citado por Célio Aureliano, e ele mesmo cita Galeno, provavelmente viveu nos séculos II e III. De seus escritos, que parecem ter sido principalmente relacionados aos assuntos cirúrgicos, agora nada restou exceto alguns fragmentos preservados por Aécio e Paulo de Égina, a partir dos quais podemos julgar que foi um praticante hábil.